# Olympic Club (Minas Gerais)
Olympic Club is een Braziliaanse voetbalclub uit Barbacena, in de deelstaat Minas Gerais. De club werd opgericht in 1915. De club speelde in 1970 en 1971 in de hoogste klasse van het Campeonato Mineiro.